# Tierra Madre
Tierra Madre és una pel·lícula del 2010 feta a Tecate i Tijuana, Mèxic. Va ser dirigida per Dylan Verrechia, i coescrita per Aidee Gonzalez basat en la seva vida real, amb música original de Nortec Collective i Paco Mendoza.

## Sinopsi
Tierra Madre està basada en la vida real d'Aidee Gonzalez, una dona que viu a les ciutats frontereres mexicanes de Tecate i Tijuana, decidida a criar els seus fills amb la seva parella. Aquest tret narratiu fa el cas fort de la força, la independència i la solidaritat que s'esdevé entre les dones de totes les edats.

## Repartiment
- Aidée González ...	Aidee (as Aidee Gonzalez)
- Rosalba Valenzuela	...	Rosalba
- Yesenia Espinoza	...	Yesy
- Raúl Rodriguez Rodriguez	...	Rulí

## Recepció
La pel·lícula s'ha projectat en més de 25 festivals de cinema i va guanyar el premi del jurat a la millor pel·lícula al Reeling Chicago Lesbian and Gay International Film Festival, el premi del jurat al llargmetratge honorífic al Festival Internacional de Cinema de Morelia, t el Premi Diversitat al Festival Internacional de Cinema Gai i Lèsbic de Barcelona, el Premi al millor llargmetratge estranger al Festival Internacional de Cinema de Williamsburg, el premi Cinesul a la millor pel·lícula a el Festival de Cinema Iberoamericà Cinesul, la Palma d'Or al Festival Internacional de Cinema de Mèxic, el Premi Menció Honorífica al Festival de Cinema de Nova Jersey, i el Lei de Plata per a l'Excel·lència en la realització de cinema al Festival Internacional de Cinema d'Honolulu.